# Claudia Rivelli
Claudia Rivelli (Roma, 16 giugno 1950) è un'ex modella italiana naturalizzata russa, conosciuta come interprete di fotoromanzi della Lancio girati specialmente negli anni settanta.

## Biografia
Di padre napoletano e di madre tedesca d'Estonia (la scultrice Ilse Renate Krause), è la sorella maggiore dell'attrice Ornella Muti. Coltiva l'hobby della pittura di genere naïf. Ha preso parte a un solo film, Due volte Giuda (1969), anche se al cinema è stata vicina come moglie di un produttore spagnolo sposato nel 1974, da cui ha poi divorziato. In seconde nozze ha sposato Paolo Leone, figlio dell'ex presidente della Repubblica Italiana Giovanni Leone, dal quale ha avuto due figli, Luca Maria e Giovanni. 
Il 15 settembre 2021 viene arrestata per una vicenda di droga GBL, detta anche droga dello stupro, che lei avrebbe provveduto a ricevere, prendere in carico, celare  e rispedire al figlio residente all'estero. Secondo gli inquirenti, che contestano alla Rivelli otto condotte illecite di questo tipo, il figlio Giovanni Maria Leone avrebbe effettuato l'ordine da Londra facendolo poi spedire a Roma all'indirizzo della madre, intestando il pacco alla nonna, con il pieno assenso della stessa Claudia Rivelli. Una volta arrivato il pacco, la madre avrebbe provveduto alla sostituzione del confezionamento e al travaso della droga in flaconi di shampoo, per poi organizzare la nuova spedizione al figlio in Inghilterra. Le intercettazioni di molteplici messaggi WhatsApp col figlio confermerebbero le accuse. Successivamente patteggerà una pena ad un anno e cinque mesi perché "illecitamente dall'Olanda - si dice nel capo di imputazione dell'ordinanza del gip - con cadenze trimestrali, importava vari flaconi di Gbl provvedendo a inviarne parte al figlio residente a Londra".
La Rivelli ha sostenuto di aver spedito la sostanza al figlio a Londra "perché lui la usa per pulire la macchina, io invece lo uso per pulire casa". Per gli inquirenti è invece sospetto e indicativo il fatto che  la droga venisse importata illecitamente dai Paesi Bassi, con cadenze trimestrali, e inviata al figlio residente a Londra dopo averne sostituito confezione ed etichetta con una riportante l'indicazione 'shampoo', in modo da trarre volutamente in inganno la dogana. Secondo il GIP, "Il tenore delle chat WhatsApp della Rivelli e la circostanza che l'indagata camuffasse il reale contenuto delle spedizioni appaiono elementi oggettivamente indicativi della piena consapevolezza e della volontà di quest'ultima di realizzare condotte penalmente rilevanti, ponendosi quale schermo per agevolare il figlio nell'importazione di sostanza nel Regno Unito dove è considerata illegale al pari dell'Italia, in tal modo riuscendo ad aggirare i controlli doganali".

## Carriera
Alcune cifre:
- Fotoromanzi interpretati: 437
- da protagonista: 391
- da non protagonista: 46

Al pari di altre colleghe (Michela Roc, Adriana Rame, ecc.) anche la Rivelli è apparsa in spot pubblicitari di Carosello, peraltro in un periodo in cui la popolare striscia pre-serale si stava per avviare al tramonto (segnatamente era interprete in uno sketch molto conosciuto che riguardava una nota marca di scooter, interpretato accanto a Gianni Morandi).
Come interprete di fotoromanzi ha raggiunto una grande popolarità particolarmente con il personaggio di Susan pubblicato nella testata Jacques Douglas, ed è ricordata anche per quelli girati insieme ai più conosciuti colleghi di genere. Franco Gasparri è stato suo partner in diverse avventure, nelle quali interpretava ruoli di ragazza moderna ed emancipata in linea con i tempi (in quegli anni esplodeva il fenomeno del femminismo). Appunto a fianco di Gasparri è stata nei panni di Susan Heim, una giovane donna tedesca in Italia per motivi di lavoro, mentre Gasparri impersonava la figura di Ken Rogers, un prestante investigatore privato: questi personaggi hanno fatto parte della loro serie più fortunata intitolata Le avventure di Jacques Douglas.
Alla Lancio era giunta poco meno che ventenne, debuttando nel giugno 1969 in una storia intitolata La ragazza del cantante. Nello stesso mese usciva un'altra sua storia, Meravigliosa Odette.
Nel 1980 un suo fotoromanzo è stato al centro di un curioso esperimento. Claudia per amore, interpretato da lei e da Alex Damiani, è stato trasmesso a puntate sulle reti Rai prima di essere pubblicato sul numero 150 del periodico Lucky.
Il suo ultimo fotoromanzo interpretato è stato Una finestra sul mattino, pubblicato sul numero 207 di Lucky nell'ottobre 1985.